# Anatolij Kuzniecow
Anatolij Wasiliewicz Kuzniecow (Анатолий Васильевич Кузнецов, ur. 18 sierpnia 1929 w Kijowie, zm. 14 czerwca 1979 w Londynie) – rosyjski pisarz, komunista, współpracownik KGB, dziennikarz emigracyjny.

## Życiorys
Urodził się w Kijowie. Mieszkał w dzielnicy Kureniwka (ros. Kurieniowka) graniczącej z miejscem okupacyjnych kaźni Babim Jarem. Był świadkiem masowych rozstrzeliwań oraz funkcjonowania obozu koncentracyjnego. 

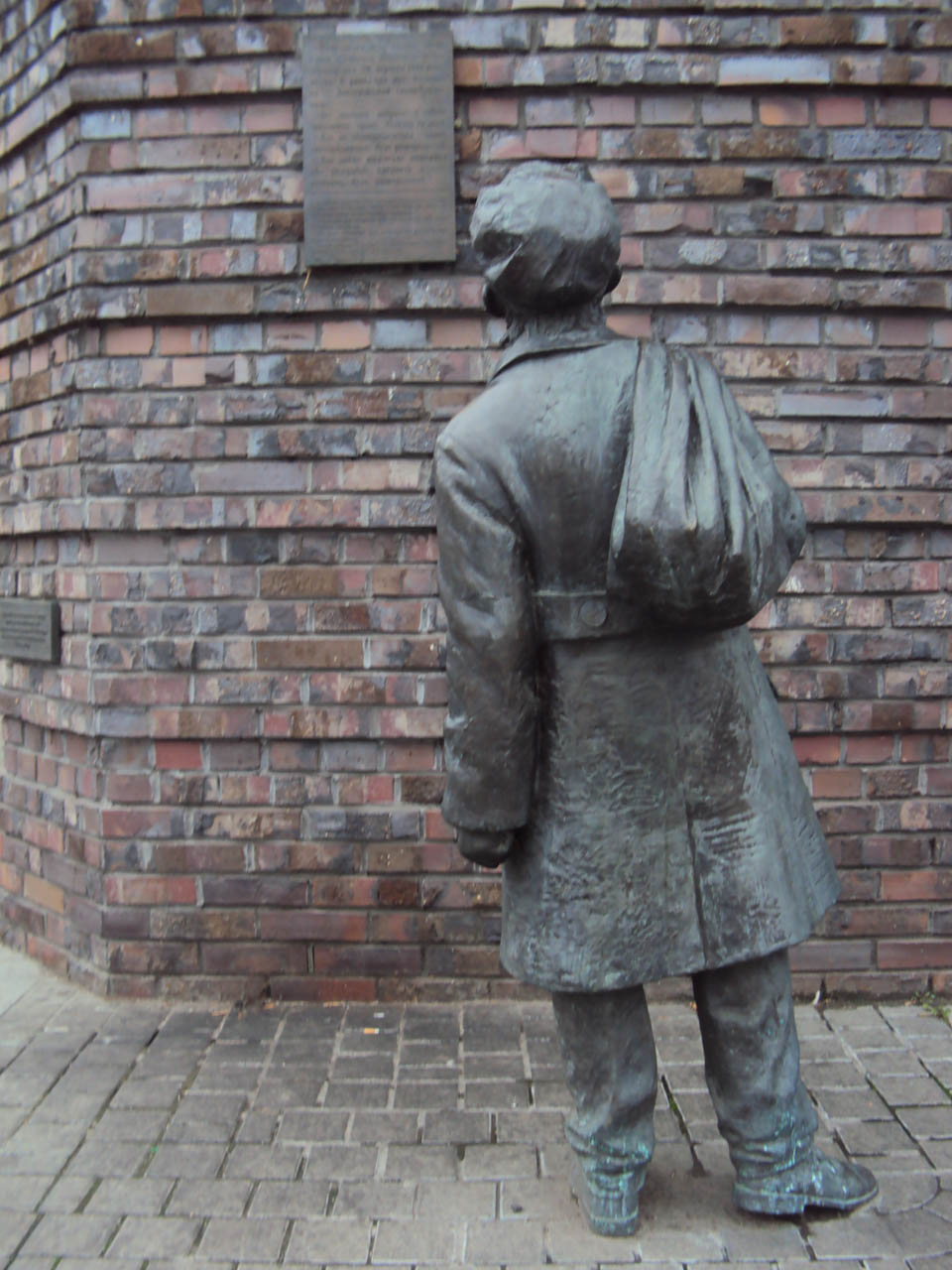
Pomnik młodego bohatera powieści Babi Jar Tolika. Kijów, Kureniwka, róg ulic Kiriłowska i Pietropawłowska

Po wojnie pracował w kolegium redakcyjnym młodzieżowego miesięcznika „Junost'”. Na kanwie okupacyjnych wspomnień napisał dokumentalną powieść Babi Jar, wydaną w 1966 w „Junosti”. Publikacja ta była zniekształcona obszernymi skreśleniami przez cenzurę partii tekstu oraz wymuszonymi tzw. uzupełnieniami. Tym niemniej powieść stała się literackim wydarzeniem.
W 1968 miesięcznik „Nowyj Mir” opublikował jego opowiadanie Artysta zespołu mimów (Артист миманса), smutny utwór o małym człowieku, wielkiej sztuce i globalnej niesprawiedliwości.
W trakcie pracy nad powieścią o partii i jej założycielu Leninie, dedykowanej setnej rocznicy urodzin wodza, Kuzniecow w 1969 uzyskał oddelegowanie do Londynu w celu zebrania materiału faktograficznego. Po przyjeździe do Wielkiej Brytanii poprosił o azyl polityczny i publicznie oświadczył, że był tajnym współpracownikiem KGB. Jednocześnie bardzo ostro i negatywnie wypowiadał się o ZSRR oraz o radzieckiej opozycyjnej inteligencji. Te wypowiedzi wywołały zdecydowaną polemikę m.in. Artura Millera i Andrieja Amalrika.
W ZSRR pozostawił żonę, dziewięcioletniego syna i matkę. Z matką utrzymywał więź korespondencyjną (zmarła w 1992 r.), żona pod naciskiem KGB korespondencji nie podtrzymała. Jego nazwisko usunięto ze wszystkich radzieckich leksykonów, a utwory wycofano z bibliotek.
W Londynie pracował w Radiu Swoboda, gdzie prowadził cotygodniową audycję Pisarz przed mikrofonem.
Zmarł w swoim domu w Londynie.

## Dzieła
- Babi Jar, pierwsze wydanie (ocenzurowane i zniekształcone wymuszonymi poszerzeniami) 1966 (dostępne w Internecie, dostęp 2007-12-04, 21:45 ros.), wydanie pełne 1970 w wydawnictwie Posiew (dostępne w Internecie, dostęp 2007-12-04, 21:45 ros.)

Wydanie polskie:
Kuzniecow Anatol, Babi Jar, przeł. Zofia Korczak-Zawadzka, Warszawa : Państwowy Instytut Wydawniczy, 1968, 337 str.
- Artysta zespołu mimów, 1968